# أولاد مبارك (أولاد عبد الله)
أولاد مبارك هو دُوَّار يقع بجماعة عبو لكحل، إقليم فكيك، جهة الشرق في المملكة المغربية. ينتمي الدوّار لمشيخة أولاد عبد الله التي تضم 4 دواوير. يقدر عدد سكانه بـ 140 نسمة حسب الإحصاء الرسمي للسكان والسكنى لسنة 2004.

## روابط خارجية
- البوابة الوطنية للجماعات الترابية
- المندوبية السامية للتخطيط